# 石橋長右衛門
石橋 長右衛門（いしばし ちょうえもん、1878年〈明治11年〉11月10日 - 1937年〈昭和12年〉10月31日）は、日本の政治家、実業家、島根県の大地主。雲陽実業銀行取締役。松江銀行監査役。族籍は島根県平民。

## 経歴
出雲国簸川郡古志村に生まれる。石橋助市の長男。幼い頃に父母が亡くなり、祖父母の鞠育を受け成長する。1881年、家督を相続する。1899年、青年実業会を起し、その会長となる。
1901年、村民の輿望を受け、村長に選任され、村政を統治する。古志貸金合名会社を創起し、その社長となる。古志銀行、雲陽実業銀行各取締役、松江銀行監査役などをつとめる。

## 人物
住所は島根県簸川郡古志村（現・出雲市）。

## 家族・親族
石橋家
石橋家は旧幕時代に累代組頭及び下郡役を勤め、苗字帯刀を許された閥閲で、郷党に推重された。
- 父・助市[7][9]
- 妻・モト（1883年 - ?、島根、布野虎之助の五女）[3][7]
- 長女（島根、竹内千一の妻[7]、あるいは竹内民次郎の妻[14]）
- 四女[7]

親戚
- 竹内信次郎[10]（簸上鉄道監査役）
- 竹内民次郎（酒造業）[14]